# Episodi di Luce dei tuoi occhi (prima stagione)
La prima stagione della serie televisiva Luce dei tuoi occhi, composta da 6 episodi, è stata trasmessa in prima visione e in prima serata su Canale 5 dal 22 settembre al 27 ottobre 2021.
| nº | Titolo          | Prima TV          |
| -- | --------------- | ----------------- |
| 1  | Prima puntata   | 22 settembre 2021 |
| 2  | Seconda puntata | 29 settembre 2021 |
| 3  | Terza puntata   | 5 ottobre 2021    |
| 4  | Quarta puntata  | 13 ottobre 2021   |
| 5  | Quinta puntata  | 20 ottobre 2021   |
| 6  | Sesta puntata   | 27 ottobre 2021   |

## Prima puntata
- Diretto da: Fabrizio Costa
- Scritto da: Eleonora Fiorini e Davide Sala

### Trama
Emma Conti vive a New York ed è un'étoile di fama internazionale. Era solo una ragazza quando aveva deciso di lasciare Vicenza dopo la perdita prematura della sua Alice, la bambina (morta in ospedale poco dopo il parto) avuta da Davide, il suo primo, vero, grande amore. Dopo sedici anni, una lettera anonima spedita da una persona che si fa chiamare "Darkout" la mette al corrente del fatto che Alice è ancora viva, si trova a Vicenza e studia danza.
Emma, pur non avendo nessuna certezza che quelle parole siano vere, decide di tornare a Vicenza, senza però rivelare a nessuno il motivo del suo ritorno. Ad accoglierla c'è la sua famiglia: la madre Paola e il fratello Roberto, quest'ultimo è sposato con Azzurra dalla quale ha avuto una figlia, Cecilia. Se Alice è viva adesso avrà sedici anni, e se veramente studia danza allora questo significa che frequenta la scuola di ballo di Paola, che ormai si è ritirata a vita privata, infatti ora sono Lorenzo e Azzurra a gestirla. Emma, pur di scoprire se veramente una delle ragazze della scuola è realmente sua figlia, si fa assumere per dirigere la coreografia in vista del festival di danza che verrà ospitato a Vicenza.
L'arrivo di Emma nella scuola fa scalpore, la sua fama è ben nota, solo cinque ragazze possono essere selezionate in rappresentanza della scuola al festival, e la scelta di Emma ricade su Valentina Costa, Anita Guerra, Miranda Leoni, Sofia Romano e Martina Fontana. In effetti Azzurra trova strana la scelta di Emma, dato che le ragazze da lei selezionate, pur essendo buone ballerine, non sono comunque tra le migliori della scuola: infatti Emma le ha scelte perché ritiene molto probabile che Alice è una di loro, dopo aver studiato le loro date di nascita.
Anita ha una relazione con Alessandro, il fratello maggiore di Martina, inoltre Emma scopre che è la figlia di Luisa, vicequestore e attuale compagna di Davide (che ora è diventato assessore) i due hanno avuto di recente un bambino, Matteo il quale ha solo tre mesi. Valentina è orfana, vive con il fratello maggiore Luca, che si guadagna da vivere lavorando come cameriere nel bar di Luigi e Antonella (i genitori di Sofia). In effetti Valentina e Luca sono già emancipati, sono orfani, i loro genitori li hanno abbandonati ormai da anni. Emma conosce Enrico, il padre di Miranda, insegna astronomia nel liceo frequentato dalle ragazze della scuola di danza.
Intanto Valentina mostra a Martina una registrazione sul suo cellulare, dove Aurelio, il padre di Martina, tradisce la moglie Barbara con un'altra donna: Valentina, che prova antipatia per Martina dato che lei è una ragazza dell'alta società (il padre di Martina è il principale finanziatore della scuola di danza) non la vuole come sua compagna al festival costringendola a ritirarsi con la minaccia di rendere di dominio pubblico le infedeltà di Aurelio. Martina si ritira dal festival, quindi il suo posto che è rimasto vacante, viene preso da un'altra studentessa della scuola, Alessia.
Emma impara a conoscere meglio Valentina, scoprendo che è una ragazza decisamente problematica, infatti prende cattivi voti a scuola, rischia la bocciatura, e in tal caso finirebbe in una casa-famiglia, odia vivere a Vicenza, per lei la danza è soprattutto un modo per allontanarsi da lì. Valentina propone come location per le prove della coreografia la miniera, almeno all'inizio le prove vanno bene, ma poi arrivano Enrico e Luisa a interromperle rimproverando Emma, dato che la miniera è stata dichiarata pericolosa e inagibile. Emma ha capito che Valentina, pur sapendolo, aveva proposto la miniera solo come espediente per provocare Emma e le altre ragazze.
Emma intuisce velocemente che è stata Valentina a costringere Martina a ritirarsi, cercando di farle capire che la sua arroganza non la porterà a nessun risultato. Nel cuore della notte, mentre Valentina è sullo scooter, viene travolta da un'auto. Valentina viene ricoverata in ospedale, è in coma e non si risveglia. Emma dalla fiaschetta di Valentina, esegue un test del DNA dal quale si scopre che non sussiste alcun legame di parentela tra le due, ciò significa che Valentina non è sua figlia. Emma scopre che Valentina aveva sul cellulare una registrazione, dove un uomo che Valentina non era riuscita a identificare, parlava di Alice e del fatto che quest'ultima è una ballerina, e che il rischio maggiore è rappresentato dal timore che qualcosa di compromettente avvenuto sedici anni prima possa venire a galla.
- Ascolti: telespettatori 3 231 000 – share 15,80%[4].

## Seconda puntata
- Diretto da: Fabrizio Costa
- Scritto da: Eleonora Fiorini e Davide Sala

### Trama
Emma spiega a Luca che Valentina aveva delle prove che Alice è ancora viva, ha scelto nel suo corpo di ballo le ragazze la cui data di nascita è vicina a quella di Alice anche perché tutte e cinque sono nate nello stesso ospedale dove Emma aveva partorito. Luca confessa a Emma che nel tempo libero si dedica ai graffiti, Darkout è il suo "nome d'arte" ed evidentemente Valentina se ne era appropriata per mandare a Emma quella lettera. Luca scopre che Valentina aveva fatto molte ricerche su Sofia, Miranda, Martina e Anita, scoprendo una foto che ritrae la madre di quest'ultima, Luisa, alcuni mesi prima del parto, ma stranamente non dà segno di essere in stato di gravidanza.
Intanto Luisa e il suo collega Mario aprono un'indagine per scoprire chi guidasse l'auto che ha causato l'incidente di Valentina. Luca e Emma intanto indagano su Luisa scoprendo che non aveva partorito nell'ospedale di Vicenza, quindi Emma parla con l'ostetrica Carla, sua vecchia conoscenza, che aveva firmato il certificato di nascita (chiaramente falso) e lei ammette che un militare molto potente e influente di nome Mauro Castelletti le aveva chiesto di falsificare la documentazione.
Luisa si sente minacciata quando scopre che Emma sta indagando sul suo passato, quindi indice una conferenza stampa dichiarando che Emma è tra gli indiziati sul caso di Valentina. Martina prende il posto di Valentina nel gruppo di ballo, e dato che alla luce delle accuse di Luisa gli sponsor hanno deciso di non sovvenzionare più la scuola di danza, la ragazza costringe Aurelio a finanziare la scuola con la minaccia di rivelare a Barbara della sua amante. Dopo lo spettacolo in piazza organizzato dalle ragazze, le quali danzano davanti a tutti in un'esibizione non ufficiale, l'assessore Fabbris e Aurelio confermano quindi l'appoggio alla coreografia.
Luisa è costretta a ritrattare le dichiarazioni che aveva fatto nella conferenza stampa, mentre Luca scopre che Mauro Castelletti è un generale della base NATO di Gaeta, trovando una sua foto con la figlia, si chiamava Linda, si sono perse le tracce di lei, si tratta proprio di Luisa, anche se era più giovane. L'ipotesi più probabile è che Anita in realtà è Alice, e che Linda l'ha rapita con la complicità del padre il quale ha permesso alla figlia di ottenere una nuova identità, ovvero quella di Luisa Guerra, costringendo Carla a falsificare il certificato di nascita.
Un uomo misterioso inizia a telefonare ad Anita, sembra che vuole incontrarla, conquistandosi la sua fiducia raccontandole alcuni particolari su Luisa. In biblioteca Emma trova dei vecchi articoli di giornale che riportano due notizie di cronaca: Linda aveva sparato al suo fidanzato Walter Marino dal quale voleva difendersi poiché a suo dire la perseguitava ma l'uomo sarebbe poi stato assolto.
Anita sceglie di incontrare l'uomo che l'ha contattata in occasione di una mostra a Palazzo Chiericati con la sua classe accompagnati da Enrico: Anita scopre che è il padre, Marino, che le racconta che la madre gli aveva sparato al suo terzo mese di gravidanza, oltre al fatto che il padre di Luisa l'aveva aiutata a rifarsi una vita e a farla entrare in polizia. Anita va in confusione e cerca di allontanarlo ma lui la minaccia con una pistola e cerca di portarla via in auto quando interviene Enrico che lo disarma prima di Luisa seguita della polizia. Luisa arresta Walter per tentato sequestro di una minore.
Luisa, che ha detto a Emma di essere a conoscenza delle ricerche che ha fatto su di lei, cerca di rincuorare la figlia screditando Marino, a suo dire un uomo pericoloso, violento e ossessivo dal quale sarebbe scappata rifacendosi una vita con una nuova identità; di tutto ciò era all'oscuro anche Davide il quale rimane molto deluso dall'atteggiamento della compagna. Luisa è stata costretta a falsificare la data di nascita di Anita proprio per evitare che Walter la trovasse, ciò vuol dire che Luisa è realmente la madre di Anita e che i sospetti di Emma erano infondati, quindi nemmeno Anita può essere Alice.
Mario è costretto a dare una cattiva notizia a Luisa: è finita sotto inchiesta per sostituzione di persona e quindi per ora è sospesa dal servizio in via precauzionale. Emma esce a cena con Enrico, poi dopo averla riaccompagnata a casa l'uomo riceve una telefonata da Simona, una dottoressa che lavora in ospedale, la quale gli chiede di portarle un campione del sangue di Miranda, indispensabile per un test genetico a cui Enrico è interessato.
- Ascolti: telespettatori 2 872 000 – share 15,50%[5].

## Terza puntata
- Diretto da: Fabrizio Costa
- Scritto da: Eleonora Fiorini e Davide Sala

### Trama
L'edema di Valentina si sta riducendo ed Emma intravede Enrico all'uscita del laboratorio di genetica; poco dopo quest'ultimo però nega di essere stato in ospedale quella mattina. Alessandro e Anita sono sempre più distanti, tanto che il ragazzo accusa Emma di aver solo portato problemi, facendo vandalismo nella scuola di danza, Anita decide di lasciarlo. Luca prende il cellulare di Enrico scoprendo che lui e Simona hanno discusso su un test genetico riguardante Miranda.
Emma porta Miranda a casa dei suoi nonni materni, lì vede una Volkswagen con un fanale rotto. Alberto, il nonno di Miranda, è un ginecologo in pensione. Miranda rivela a Emma che lei era in Irlanda quando la madre Elena morì per un infarto. Emma chiede qualche informazione a Carla su Elena, scoprendo che quest'ultima diede alla luce Miranda il giorno dopo la morte di Alice, la cosa strana è che Alberto venne da Padova per occuparsi personalmente del parto, nessuno tra i colleghi ha assistito alla nascita di Miranda dato che Alberto non voleva interferenze.
Emma va a trovare Enrico a casa sua per una cena, ma in realtà controlla le e-mail che Simona gli ha inviato riguardo al test genetico. Emma e Luca sospettano che Miranda in realtà è proprio Alice e che Elena rubò la figlia di Emma e con la complicità del padre Alberto inscenò un parto per salvaguardare le apparenze, probabilmente Enrico deve averlo scoperto di recente e quindi ha richiesto il test del DNA, e temendo che Valentina potesse rivelare a Emma tutta la verità l'ha investita.
Davide è ancora arrabbiato con Luisa per non avergli detto la verità sulla sua identità, comunque Luisa confessa a Emma che stando alla ricostruzione dell'incidente (dato che Mario continua a tenerla aggiornata sulle indagini nonostante la sospensione) a investire Valentina è stata una Volkswagen. Emma sentendo queste parole, denuncia Enrico avendo visto la Volkswagen nel garage dei suoi suoceri, l'auto in realtà apparteneva a Elena infatti Enrico la usa raramente.
Miranda, ora che suo padre è sotto accusa, si arrabbia con Emma e Luca, quest'ultimo rivela alla ragazza che Enrico ha richiesto un test genetico, quindi Miranda va dai suoi nonni pretendendo una spiegazione. Emma vede Miranda sulla spiaggia, la ragazza si immerge in acqua tentando il suicidio ma Emma riesce a impedirglielo, Miranda è sconvolta dato che i nonni le hanno appena rivelato che Elena si tolse la vita. Alberto e sua moglie spiegano a Emma che Elena non è morta per colpa di un infarto, in realtà si era suicidata, era gravemente malata e dato che la sua malattia era in uno stadio avanzato, decise di porre fine alle sue sofferenze, per molto tempo hanno mentito a Miranda per evitare che la verità la traumatizzasse. Esisteva una concreta possibilità che Miranda avesse ereditato la malattia di Elena, la quale avrebbe potuto salvarsi se l'avessero diagnosticata in tempo, è per questo che Enrico ha fatto richiedere il test genetico, per scoprire se Miranda ha ereditato la stessa malattia.
Simona dà una buona notizia a Enrico: il test è negativo, quindi Miranda non è malata. Ora che l'equivoco è stato chiarito, Emma ha potuto accertare che nemmeno Miranda è sua figlia. Miranda ritrova un po' di serenità, dopo che Enrico le fa leggere la lettera che Elena le scrisse prima di morire dove le aveva espresso tutto l'amore che provava per la figlia. Intanto Valentina si risveglia dal coma.
- Ascolti: telespettatori 3 100 000 – share 16,00%[6].

## Quarta puntata
- Diretto da: Fabrizio Costa
- Scritto da: Eleonora Fiorini e Davide Sala

### Trama
Luisa viene reintegrata alla questura e quindi interroga Valentina la quale non ricorda chi fosse alla guida dell'auto che la investì, ma può assicurare alle autorità che non era Enrico, comunque ricorda che la misteriosa persona aveva una zampa di coniglio sul portachiavi. Anita, Sofia, Alessia e Miranda vanno a trovare Valentina in ospedale, contente che lei si sia risvegliata, però deve affrontare un intervento per via di un ematoma che preme sulla sua spina dorsale. Emma decide comunque di non escludere Martina dal corpo di ballo.
Davide spiega a Luisa che ciò che lo ha ferito del fatto che non gli ha mai detto nulla della sua vera identità è il fatto che ha rivisto nell'atteggiamento di Luisa quello di Emma, che a suo tempo non gli permise di starle vicino dopo la perdita di Alice, in ogni caso decide di perdonarla. Valentina spiega a Luca e Emma che tutto ebbe inizio un anno fa: aveva seguito Aurelio nel bosco per filmarlo con la sua amante, ma invece sentì alcuni uomini che non riuscì a riconoscere che parlavano di Alice, e registrò la conversazione, fu così che Valentina iniziò a fare delle ricerche per avere più chiara la situazione. Luca e Emma le spiegano che hanno portato avanti l'indagine e che oltre a Valentina hanno escluso pure Anita e Miranda, nessuna tra loro tre è Alice, molto probabilmente si tratta di Martina o Sofia.
Aurelio va a trovare Valentina in ospedale apparentemente per regalarle dei dolci, ma in realtà è andato a trovarla per intimorirla, promettendole che le rovinerà la vita se si azzarderà a minacciare un'altra volta lui o la sua famiglia. Emma va a casa di Aurelio il quale ha organizzato una piccola festa dopo che lui stesso l'aveva invitata, l'attenzione di Emma è catturata da una foto di Aurelio insieme ad Alessandro che fecero in Svizzera, quest'ultimo aveva poco più di un anno, fu Barbara a scattarla, in effetti Alessandro è di un anno più grande di Martina, quindi ciò significa che a quel tempo Barbara doveva già essere incinta di Martina, peraltro già in uno stato avanzato della gravidanza, è poco probabile che fosse andata in Svizzera per poi tornare a Vicenza per il parto dato che in quelle condizioni non avrebbe mai potuto sostenere un simile viaggio.
Martina trova il coraggio di andare a trovare Valentina in ospedale, le due ragazze si riconciliano, Valentina sa di aver sbagliato a ricattare la sua amica. Valentina però non si fida di Aurelio, ha capito che lui non era infastidito dalle indagini di Valentina per via della sua amante, ma perché temeva che Valentina potesse scoprire qualcosa di più compromettente. Valentina affronta con successo l'operazione, mentre Enrico capisce che colui che ha guidato la sua Volkswagen non ha travolto Valentina per errore, aveva preso l'auto dal luogo in cui Enrico l'aveva parcheggiata e prendendo le strade interne ha raggiunto Valentina nel punto esatto in cui l'aveva travolta in un lasso di tempo di cinque minuti: è evidente che il guidatore aveva visto Valentina uscire dalla scuola di ballo e dunque ha tentato di ucciderla sapendo come agire perché conosceva bene i tempi, deve essere qualcuno che ha familiarità con la zona.
Luca va nel bosco dove Valentina aveva svolto le sue indagini, arriva poi Luigi che lo colpisce facendogli perdere i sensi, Emma va a casa di Luca trovandola in fiamme, e quando vi entra, qualcuno la chiude dentro, si salva solo grazie all'intervento di Enrico. Lì c'erano tutte le prove che Luca e Valentina avevano raccolto sulla sparizione di Alice, evidentemente chi ha appiccato il fuoco vuole coprire le sue tracce.
Alessandro cerca di riconquistare Anita tentando di farla ingelosire: si fa assumere all'ospedale per lavori di volontariato, in modo da passare più tempo con Valentina, la cosa prende una piega inaspettata dato che Alessandro, più sta con Valentina, più si sta affezionando a lei. Luca e Sofia, che erano andati a una festa con le amiche, vanno al bar dei genitori di Sofia, i due si baciano ma proprio quando stavano per fare l'amore, Luca si tira indietro.
Sofia si confronta con suo padre Luigi: sa che è lui l'uomo che ha quasi ucciso Valentina alla guida della Volkswagen, dato che è suo il portachiavi con la zampa di coniglio. Emma confessa a Enrico che è venuta a Vicenza per scoprire se sua figlia Alice è ancora viva e che sospetta che possa essere una delle ballerine del suo corpo di danza. Luigi decide di fuggire, obbligando Aurelio a dargli del denaro, facendo leva su un segreto che da tempo li lega e che potrebbe mettere nei guai entrambi.
Sofia decide di essere onesta con Enrico e Emma, rivelando a entrambi che è stato Luigi a travolgere Valentina. La faccenda degenera quando Sofia racconta tutto anche a Luca, il quale intuendo che Luigi è nella casa nel bosco, va da lui per affrontarlo, ma lo trova morto, e poi sopraggiungono Luisa e Mario i quali, sospettando che sia stato proprio Luca a uccidere Luigi, cercano di arrestarlo, ma Luca fugge.
- Ascolti: telespettatori 3 050 000 – share 15,60%[7].

## Quinta puntata
- Diretto da: Fabrizio Costa
- Scritto da: Eleonora Fiorini e Davide Sala

### Trama
Al funerale di Luigi prendono parte pochissime persone su volontà di Sofia e Antonella, l'uomo aveva lasciato una lettera alla figlia rivelandole che doveva fuggire da Vicenza perché si vergognava di quello che aveva fatto a Valentina, avendo preso l'auto di Enrico per andare a bere, travolgendo Valentina per errore. Luca è in fuga, telefona a Enrico chiedendogli aiuto, quindi il professore lo aiuta a nascondersi nella biblioteca, e lì che conobbe per la prima volta Luca e Valentina quando erano ancora due bambini.
Alessandro rimane vicino a Valentina in questo momento così difficile anche perché la stampa sulla base di congetture accusa Luca di aver ucciso Luigi in preda alla rabbia per quello che aveva fatto a Valentina. Martina ormai ha capito che Alessandro si è innamorato di Valentina infatti va a trovarla ogni giorno in ospedale oltre a difendere Luca quando proprio Martina lo accusa di essere colpevole di omicidio. Enrico si propone come tutore legale di Valentina, che infatti va a vivere con lui e Miranda almeno per evitare che finisca in una casa-famiglia.
Emma guarda un video di Sofia mentre quest'ultima balla notando che soffre di displasia dell'anca, Paola le rivela che anche Antonella ha lo stesso disturbo fisico, infatti è ereditario, ciò è la prova che Emma non può essere sua madre, e che dunque nemmeno Sofia è Alice, quindi a esclusione rimane solo Martina. Sofia mostra a Emma i 50 000 euro che erano in possesso di Luigi, intanto Barbara e Aurelio decidono di partire per la Svizzera con i loro figli dato che la nonna sta male; Valentina si rifiuta dato che se partissero lei verrebbe esclusa dal festival, ma i suoi genitori non intendono tornare sui loro passi, è evidente che vogliono fuggire dato che si sono messi nei guai.
Miranda confessa a Valentina che Luca si nasconde in biblioteca, Martina ascolta la conversazione e lo rivela a Sofia che in cambio le permette di nascondersi nel loro bar. Alessandro riesce a trovarla e Martina gli spiega che ha parlato con la nonna: lei non sta male, i loro genitori hanno mentito. Emma e Enrico vanno da Aurelio e Barbara, pretendono la verità, sanno che è stato Aurelio a dare a Luigi quei soldi, minacciando di chiamare la polizia. Aurelio e la moglie ammettono che Martina non è la loro figlia biologica, desideravano un secondo figlio ma dopo la nascita di Alessandro ormai Barbara non riusciva più a portare avanti una gravidanza, ebbe due aborti spontanei, a quel tempo Luigi lavorava nell'ospedale di Vicenza, e con l'aiuto del dottor Cantore offrirono ai coniugi Fontana la possibilità di comprare Martina per una cospicua somma di denaro, anche perché una pratica per l'adozione in regola richiedeva troppi anni. In ogni caso Aurelio e Barbara escludono che Alice sia proprio Martina, dato che Luigi e Cantore procuravano ai loro clienti solo dei bambini da ragazze madri consenzienti.
Per ora Emma preferisce astenersi dal fare un test del DNA, intanto Sofia va a trovare Luca in biblioteca, quest'ultimo le giura di non aver ucciso Luigi, poi i due fanno l'amore. Poi si accorgono che qualcuno li sta osservando, una persona il cui volto è coperto da un passamontagna, il quale fugge; poi arriva Luisa che arresta Luca. Emma è costretta a spiegare a Luisa che Alice è ancora viva, e che potrebbe trattarsi di Martina.
Valentina torna a danzare anche se non ha ancora recuperato la piena forma fisica. Davide organizza per Luisa una serata romantica e le chiede di diventare sua moglie. Dato che il bar di Antonella è rimasto chiuso per diverso tempo dopo il funerale del marito, le ragazze della scuola di danza decidono di lavorare lì per una sera in modo da aiutare Sofia e la madre a riportare un po' di clientela, anche grazie ad Alessandro che è riuscito a promuovere la serata, alla quale prendono parte anche Enrico e Emma, che si mettono a ballare con le ragazze, ma poi arriva Davide che guarda Emma con un'espressione di delusione: Luisa gli ha raccontato tutta la verità
Emma cerca di far capire a Davide che ha voluto tenerlo fuori dalle indagini per non portare scompiglio nella sua vita, specialmente ora che ha trovato in Luisa, Anita e Matteo una famiglia. Enrico intanto prende la bottiglia di birra da dove Martina ha bevuto e la porta in ospedale per le analisi del DNA. Davide non può accettare che Martina è sua figlia, sentendosi tradito da Aurelio, che ha sempre ritenuto suo amico, tanto che va a casa sua prendendolo a pugni davanti a Martina. Davide fa in modo che la stampa sappia che Luigi e Cantore si erano arricchiti vendendo bambini a coppie benestanti, compresa Martina.
Enrico cerca di far comprendere a Davide che ha agito nel modo sbagliato, e infatti lui ammette che si sente umiliato dato che Emma ha preferito confidarsi con Enrico piuttosto che con lui. Martina è disperata ora che ha scoperto la verità, accetta solo l'affetto di Alessandro che comunque continua ad amare come un fratello, ma non perdona Aurelio e Barbara per tutti gli anni di bugie. Paola, Roberto e Azzurra sono sconvolti nell'apprendere che Alice è viva e che forse è proprio Martina.
Emma decide di essere onesta con le ragazze del suo corpo di ballo, ammettendo che (a eccezione di Alessia) le aveva selezionate perché credeva che Alice fosse una di loro, col risultato che ora si sentono prese in giro. Miranda notando che tra i costumi di scena della scuola di danza ci sono anche dei passamontagna, ipotizza che la persona che Sofia e Luca avevano visto in biblioteca potrebbe essere qualcuno della scuola di ballo. Enrico confessa a Emma che ha fatto eseguire un test del DNA che possa stabilire se lei è veramente la madre di Martina.
- Ascolti: telespettatori 3 178 000 – share 16,80%[8].

## Sesta puntata
- Diretto da: Fabrizio Costa
- Scritto da: Eleonora Fiorini e Davide Sala

### Trama
Emma si presenta a casa dei Fontana con il risultato del test del DNA: Martina non è sua figlia. Quest'ultima però non rivolge più la parola ai suoi genitori, Alessia capisce i suoi sentimenti, pure lei è stata adottata, in ogni caso sia Alessia che Emma la scoraggiano dal voler trovare la sua madre biologica, dato che si tratta di una donna che ha scelto di sua volontà di abbandonarla. Purtroppo le indagini di Emma non hanno portato a nessun risultato, Alice non è nessuna delle ragazze della scuola di danza.
Emma si fa perdonare dalle sue allieve dopo aver rivelato in una conferenza stampa del traffico di bambini con cui Cantore e Luigi hanno lucrato, difendendo Luca assicurando la sua innocenza. Alberto confessa a Enrico, Davide e Emma che il motivo per cui seguì lui personalmente il parto di Miranda era per evitare che Cantore si avvicinasse alla nipote dato che girava voce che avesse rapito una bambina dichiarandola morta, è probabile che anche con Alice abbia fatto la stessa cosa. Alberto e i suoi colleghi non denunciarono Cantore perché lui era troppo ammanicato, ma incoraggia Emma e Davide a non arrendersi, perché Alice probabilmente è ancora viva.
Cecilia per gioco trova un passamontagna nell'armadio della camera da letto dei suoi genitori, e quando Azzurra lo vede si spaventa. A presiedere la commissione di ammissione al festival è arrivata Olimpia Leroux da Lione, in effetti al festival sono ammessi solo saggi di danza classica, mentre Emma e le sue ragazze dovranno esibirsi con una coreografia contemporanea, quindi Olimpia prima di decidere se ammetterle alla gara valuterà con attenzione la coreografia.
Per il festival arrivano altre ragazze, provenienti da altri paesi, pronte a gareggiare, la scuola di danza organizza un ricevimento, dal quale Emma si allontana con Enrico, che la porta in biblioteca e i due fanno l'amore. Alessandro e Anita si lasciano definitivamente da buoni amici, Alessandro confessa a Valentina che aveva iniziato a frequentarla per far ingelosire Anita, sebbene Valentina lo avesse già capito da sola, ma adesso Alessandro ha compreso di amare lei baciandola.
Paola confessa a Emma che già da tempo desiderava vendere la scuola di danza, anche perché stranamente sotto la gestione di Roberto ha accumulato dei debiti, tanto che per tirare avanti ha acceso un'ipoteca sulla casa, ma, quando Emma è tornata a Vicenza con l'intenzione di insegnare nella scuola di Paola, quest'ultima pur di non perdere la figlia ha venduto i suoi gioielli per coprire i debiti.
Miranda rivela a Emma che nutre dei sospetti su Azzurra: prima i passamontagna tra i costumi di scena (gli stessi che le ragazze indossarono quando ballarono in piazza) erano quattro, ma poi ha visto Azzurra dentro il deposito dei costumi con aria sospetta, e ora i passamontagna sono cinque, è probabile che il quinto lo abbia messo lì lei per coprire le tracce. Azzurra fugge di casa con Cecilia, tanto che Roberto, per coprire la sparizione della moglie, afferma che probabilmente ha un amante, ma Emma non gli crede.
Le ragazze si esibiscono con la loro coreografia davanti alla commissione ma Olimpia non è rimasta piacevolmente colpita da quello le ragazze sono in grado di fare, così come la maggior parte dei membri del comitato. Emma convince Olimpia a concedere un po' di tempo alle ragazze per prepararle a un secondo provino. Emma ha capito dove si trovano Azzurra e Cecilia, infatti quando erano due bambine i genitori di Azzurra portarono lei ed Emma in una casa nel bosco, ha capito che è lì, e infatti riesce a trovarla. Emma, memore del fatto che era stata Azzurra a firmare il certificato di morte di Alice, vuole la verità, Azzurra ammette che lo firmò dopo che Roberto le disse che la nipote era morta, ma in realtà Azzurra non ha mai visto il corpo senza vita di Alice. Azzurra spiega a Emma che il giorno della morte di Luigi sorprese in casa Roberto con la maglia sporca di sangue, poi quando ha visto il passamontagna che Cecilia aveva trovato ha capito che era lui la persona che Sofia e Luca avevano visto in biblioteca.
Le ragazze si preparano per l'esibizione, Emma riesce a motivarle convincendole che tra loro esiste una presenza invisibile che le guiderà, ovvero quella di Alice, finalmente le ragazze ballano mettendo tutto il loro sentimento, tanto che questa volta Olimpia ne rimane affascinata, contemporaneamente Emma si confronta con suo fratello, è pronta a denunciarlo alla polizia, ma lui aggredisce Emma e poi tenta la fuga, venendo fermato da Enrico che lo colpisce con un pugno. Roberto viene portato in questura, Luisa convince Azzurra a parlare con suo marito sperando che con lei possa aprirsi. Infatti Roberto confessa alla moglie di aver ucciso Luigi, quest'ultimo non avrebbe dovuto far del male a Valentina ma solo spaventarla, la faccenda è quasi degenerata quando ha rischiato di ucciderla, era stato Roberto a convincere Luigi a scrivere quella lettera a Sofia, poi avrebbe dovuto fuggire da Vicenza, ma Luigi cambiò idea, voleva costituirsi e raccontare tutta la verità, e questo avrebbe messo anche Roberto in una cattiva posizione.
Emma entra nella sala interrogatori e parla con suo fratello il quale all'inizio la provoca affermando che è solo merito suo se è diventata una donna di successo dato che avendole portato via Alice ha fatto in modo che Emma, non dovendo spendersi come madre, potesse concentrarsi solo sulla carriera. Emma davanti al suo cinismo lo colpisce con una schiaffo, pretendendo tutta la verità. Roberto ammette di avere il vizio del gioco d'azzardo, ciò lo portò a indebitarsi, Paola era pronta ad aiutarlo vendendo la scuola di ballo pur di ripagare i suoi debiti, ma Roberto non voleva che lei facesse un tale sacrificio, contemporaneamente Cantore e Luigi avevano promesso a dei loro clienti un bambino, ma poi la madre si tirò indietro, tanto che si arrabbiarono con la minaccia di distruggere sia Luigi che Cantore, i quali convinsero Roberto a cedergli Alice aiutandoli a dichiararla morta per poi cederla alla coppia che desiderava averla, in cambio loro coprirono i suoi debiti, Roberto mentì a Paola facendole credere che il denaro lo aveva ottenuto proprio da una vincita di gioco. Roberto sposò Azzurra sperando che il matrimonio e la paternità lo aiutassero a responsabilizzarsi, ma poco dopo ricominciò a sperperare i suoi soldi nel gioco, usando il denaro della scuola di ballo. Purtroppo solo Luigi e Cantore sapevano chi fosse la coppia che comprò la bambina, e ora sono morti, quindi ritrovare Alice è virtualmente impossibile, l'unica cosa che sa è che si trattava di una coppia proveniente da un paese straniero.
Luca, derubricato dall'accusa di omicidio, viene scagionato. Emma casualmente urta una ragazza francese appartenente a uno dei corpi di ballo che parteciperà al festival, la ragazza si scusa con lei, Emma per qualche motivo, solo guardandola, prova una strana sensazione. Enrico fa notare a Emma un dettaglio: è strano che proprio un anno fa Luigi e Roberto si erano innervositi proprio per via di Alice nella conversazione che Valentina aveva registrato, dove parlavano del fatto che la figlia di Emma era una ballerina, Valentina infatti aveva frainteso credendo che si trattasse di una delle studentesse dell'accademia di ballo, ma in realtà c'è un'altra spiegazione, in quel periodo c'era l'edizione precedente del festival di danza di Vicenza, che accoglie giovani ballerine da altri paesi, e a detta di Roberto a comprare Alice era stata proprio una coppia straniera, quindi è probabile che durante quell'edizione del festival vi avesse preso parte anche Alice.
La sera del festival di danza è arrivata, Emma vede trionfare Valentina, Alessia, Miranda, Martina, Sofia e Anita la cui esibizione viene accolta con un applauso del pubblico. Finito il festival, una ragazza (la stessa che prima aveva urtato Emma) rimane completamente da sola senza farsi vedere da nessuno, credendo che non ci sia nessuno, inizia a ballare sul palcoscenico, solo Emma la vede, capendo che quella è Alice, prova a raggiungerla ma la ragazza, confusa, scappa via. Emma prova a seguirla ma la perde di vista, incrocia Enrico piena di speranza, ora è convinta che ritroverà sua figlia.
- Ascolti: telespettatori 3 348 000 – share 16,80%[9].